# Гигловці
Гигловці (словац. Giglovce) — село в Словаччині, Врановському окрузі Пряшівського краю. Розташоване в східній частині Словаччини в південній частині Низьких Бескидів в долині потока Ондалик, на південний схід від водоймища Велика Домаша.
Уперше згадується у 1408 році.
У селі є римо-католицький костел.

## Населення
| Рік:            | 1993 | 2003     | 2013     | 2023    |
| --------------- | ---- | -------- | -------- | ------- |
| Кількість осіб: | 191  | 170      | 143      | 134     |
| Різниця:        |      | -10,99 % | -15,88 % | -6,29 % |

| Рік:            | 2022 | 2023 |
| --------------- | ---- | ---- |
| Кількість осіб: | 134  | 134  |
| Різниця:        |      | +0 % |

У селі проживає 150 осіб.
Національний склад населення (за даними перепису 2001 року):
- словаки — 100,0 %.

Склад населення за приналежністю до релігії станом на 2001 рік:
- римо-католики — 96,51 %,
- греко-католики — 3,49 %.